# Fatu Hiva

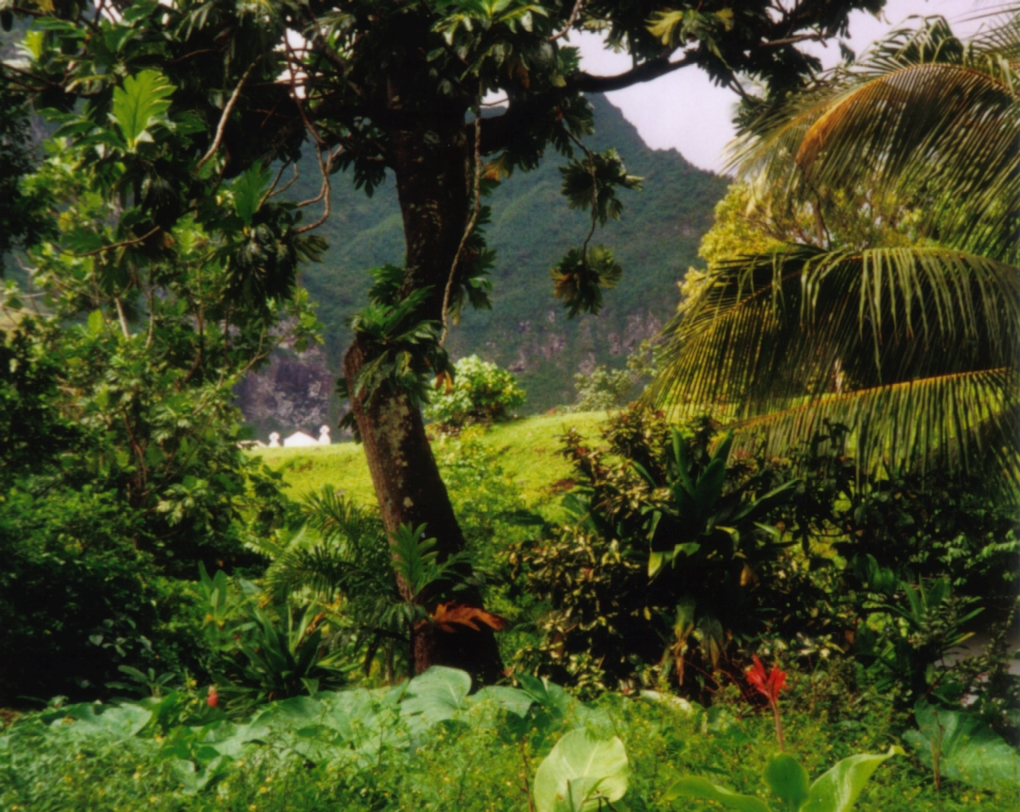
Fatu Hiva

Fatu Hiva (franska île Fatu Hiva, tidigare Isla Magdalena) är en ö i Franska Polynesien i Stilla havet.

## Geografi
Fatu Hiva ligger i ögruppen Marquesasöarna och ligger ca 1.300 km nordöst om Tahiti.
Ön har en area om ca 80 km² och ca 1.200 invånare, huvudorten Omoa har ca 400 invånare. Övriga byar är Hana Vave och Uia.
Högsta höjden är den utslocknade vulkanen Mont Touaouoho med ca 950 m ö.h. och ön har två stora vikar Baie Hana Vave och Baie Omo‘a vid foten av vulkanerna. Öns centrala del utgörs av en högplatå med en rad trånga dalgångar. Strax utanför ligger den obebodda motu (småö) Motu Nao.

## Historia
Ön beboddes troligen av polynesier redan på 900-talet.
Ön upptäcktes av spanjoren Álvaro de Mendaña de Neira 1595.
1903 införlivades ön tillsammans med övriga öar inom Marquesasöarna i det nyskapade Établissements Français de l'Océanie (Franska Oceanien).
Åren 1937-1938 bodde den norske äventyraren Thor Heyerdahl tillsammans med sin hustru Liv på ön. Vistelsen resulterade i boken Fatuhiva - Tillbaka till naturen.